# AN Голубя
AN Голубя (лат. AN Columbae), HD 35165 — тройная звезда в созвездии Голубя на расстоянии приблизительно 1260 световых лет (около 386 парсек) от Солнца. Возраст звезды определён как около 21,88 млн лет.
Открыта Элинор Маргерит Бербидж и Джефри Рональдом Бербиджем в 1953 году*.

## Характеристики
Первый компонент (HD 35165A) — бело-голубая переменная Be-звезда (BE) спектрального класса B2Vnpe, или B3IVe-sh, или B4V, или B5IVe-sh, или B5IVe, или B5IVnpe, или B5IVnp, или B5II-III, или B5p, или B5. Видимая звёздная величина звезды — от +6,11m до +6,03m. Масса — около 5,49 солнечной, радиус — около 3,67 солнечного, светимость — около 1011,579 солнечной. Эффективная температура — около 16982 K.
Второй компонент — коричневый карлик. Масса — около 53,6 юпитерианской. Удалён в среднем на 2,689 а.е..
Третий компонент (HD 35165B). Видимая звёздная величина звезды — +10,9m. Удалён на 2,2 угловой секунды.